# خلیفه و المقطم
خلیفه و المقطم (به عربی: الخليفة والمقطم) نام شهر و شهرستانی در استان قاهره مصر است.